# Acacia crassifolia
Acacia crassifolia är en ärtväxtart som beskrevs av Asa Gray. Acacia crassifolia ingår i släktet akacior, och familjen ärtväxter. Inga underarter finns listade i Catalogue of Life.